# Меморіал Івана Глінки 2010
Меморіал Івана Глінки (англ. Ivan Hlinka Memorial) — 20-й міжнародний юніорський хокейний турнір.

## Група АБржецлав
| М  | Команда   | І | В | ВО | ПО | П | Ш    | О |
| -- | --------- | - | - | -- | -- | - | ---- | - |
| 1. | США       | 3 | 2 | 0  | 1  | 0 | 13:9 | 7 |
| 2. | Чехія     | 3 | 2 | 0  | 0  | 1 | 9:8  | 6 |
| 3. | Росія     | 3 | 0 | 1  | 1  | 1 | 9:10 | 3 |
| 4. | Фінляндія | 3 | 0 | 1  | 0  | 2 | 7:11 | 2 |

- Чехія —  США 2-3 (1-1,0-1,1-1)
- Росія -  Фінляндія 2-3 Б (1-1,0-0,1-1,0-0,0-1)
- США -  Росія 5-6 Б (2-0,1-2,2-3,0-0,0-1)
- Чехія -  Фінляндія 4-3 (2-1,1-1,1-1)
- США -  Фінляндія 5-2 (1-1,2-0,2-1)
- Чехія -  Росія 3-2 (2-1,1-1,0-0)

## Група ВП'єштяни
| М  | Команда    | І | В | ВО | ПО | П | Ш     | О |
| -- | ---------- | - | - | -- | -- | - | ----- | - |
| 1. | Канада     | 3 | 3 | 0  | 0  | 0 | 19:7  | 9 |
| 2. | Швеція     | 3 | 2 | 0  | 0  | 1 | 17:10 | 6 |
| 3. | Швейцарія  | 3 | 1 | 0  | 0  | 2 | 11:16 | 3 |
| 4. | Словаччина | 3 | 0 | 0  | 0  | 3 | 6:20  | 0 |

- Швеція -  Канада 3-6 (2-1,1-3,0-2)
- Словаччина -  Швейцарія 2-7 (0-1,1-3,1-3)
- Канада -  Швейцарія 7-3 (2-1,4-1,1-1)
- Словаччина -  Швеція 3-7 (0-0,2-3,1-4)
- Швейцарія -  Швеція 1-7 (0-3,1-2,0-2)
- Словаччина —  Канада 1-6 (0-2,1-1,0-3)

## Плей-оф 5 - 8 місця

### Матч за 7 місце
- Словаччина —  Фінляндія 4-6 (1-1,1-1,2-4)

### Матч за 5 місце
- Росія —  Швейцарія 5-4 (2-2,2-1,1-1)

## Плей-оф 1 - 4 місця

### Півфінали
- США -  Швеція 5-4 ОТ (0-1,4-2,0-1,1-0)
- Чехія -  Канада 2-6 (0-3,1-2,1-1)

### Матч за 3 місце
- Чехія -  Швеція 1-6 (0-3,1-2,0-1)

### Фінал
- Канада -  США 1-0 (1-0,0-0,0-0)

## Найкращі по лініях
- Найкращий гравець:  Міхал Швігалек
- Найкращий воротар:  Стівен Міхалек
- Найкращий захисник:  Коннор Мерфі
- Найкращий нападник:  Ігор Левицький